# Nicușor Ruiu
Nicușor Ruiu (n. 26 august 1965, București) este un economist român, care a îndeplinit funcția de membru al Consiliului de administrație al Băncii Naționale a României.

## Biografie
Nicușor Ruiu s-a născut la data de 26 august 1965 în orașul București. A absolvit cursurile Facultății de Comerț, din cadrul A.S.E. București. A obținut titlul științific de doctor în economie.
În ședința camerelor reunite ale Parlamentului României din 16 decembrie 1998, dr. Nicușor Ruiu a fost numit în funcția de membru al Consiliului de administrație al Băncii Naționale a României, pentru un mandar care a expirat în septembrie 2004.
În prezent, desfășoară o activitate profesională în domeniul cercetării științifice, fiind cercetător științific principal la Institutul de Economie Națională.